# Айвенго (фільм, 1982)
«Айвенго» (англ. Ivanhoe) — телефільм, що є однією з екранізацій роману Вальтера Скотта «Айвенго». Прем'єра фільму відбулась 23 лютого 1982 року у США.

## Сюжет
Фільм знято за однойменним романом Вальтера Скотта. Айвенго, гордий лицар і друг Річарда Левове Серце, повертається до Англії з хрестового походу. Він виявляє, що в країні царює принц Джон та його прибічники. Айвенго опиняється втягнутим до боротьби, що розгорнулась навколо трону Англії.

## Нагороди
- Композитор Аллін Фергюсон був у номінації на Еммі 1982 року за «видатні досягнення в музичній композиції».

## Цікаві факти
- Зйомки фільму цілком проходили в Англії. Частина здійснювалась в замку Алнвік в Нортумберленді, решта сцен було знято у павільйонах Pinewood Studios в Бакінгемширі.
- У фільмі, як і в романі Вальтера Скотта, Робін Гуд (Локслі) є сучасником короля Річарда Левове Серце (1189-1199). Насправді ж, на думку сучасних вчених, реальним історичним прототипом Робіна Гуда (Локслі) був або Роберт Гуд, син лісника графа Суррея Адама Гуда, який 1317 року дезертирував з військової служби, або Роберт Гуд, орендар з Вейкфілда, який 1322 року брав участь у повстанні під проводом графа Ланкастерського, а згодом став камердинером короля Едуарда II (1307-1327) . Таким чином, час життя Локслі слід відносити не до кінця XII століття, а до першої половини XIV століття, причому практично все озброєння, обладунки та майже весь історичний антураж фільму саме відповідає цій епосі.